# ミハイル・ラスカル

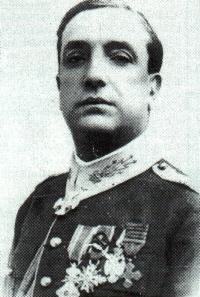
ミハイ・ラスカル

ミハイル・ラスカル（Mihail Lascăr；1889年11月8日 - 1959年7月26日）は、ルーマニアの軍人。少将。

## 概要
トゥルグ・ジウ出身。1941年1月から第1混成山岳歩兵旅団の司令官となり、独ソ戦時、南方軍集団第11軍の編成下で戦闘行動に参加。1942年3月、第6歩兵師団長。暫く後に、ラスカルの指揮下に「ラスカル集団」（第5、第6、第15師団。後に第6、第12、第14師団）が編成された。ラスポピンスカヤの戦いで功績を上げる。スターリングラード攻防戦時、ラスカル集団（第4及び第5軍団残余）は、フリードリヒ・パウルス将軍の指揮下に入った。1941年9月24日にドイツの二級鉄十字章、1942年1月7日に一級鉄十字章、同年1月18日にはセヴァストポリ陥落の功績により外国人初の騎士鉄十字章を受章した。
その後、スターリングラード攻防戦の末期にはラスカー集団はほとんど補給、弾薬も無く、1942年11月に降伏した。ラスカー自身は、11月22日にヒトラーからの伝聞で柏葉付騎士鉄十字章を授与されたが（本人は受け取っていない）、同日に捕虜となった。1945年初めまで捕虜収容所で過ごす。
1945年初め、ソ連の監督下で編成されたホリア・クロシュカ・クリシャンという名前の第2ルーマニア義勇師団の司令官に任命されたが、戦闘に参加することはなかった。
戦後、第4軍司令官（1945年～1946年）、国防相（1946年～1947年）、国防次官兼軍総監（1947年～1950年）を歴任。1950年、退役。